# Dongxiafeng
Dongxiafeng (chinesisch 東下馮遺址 / 东下冯遗址, Pinyin Dōngxiàféng yízhǐ, englisch Dongxiafeng site – „Dongxiafeng-Stätte“) ist eine bronzezeitliche Fundstätte vorrangig der Erlitou-Kultur aus der Zeit der Xia- und Shang-Dynastien. Sie liegt nordöstlich des Dorfes Dongxiafeng (Dongxiafencun 东下冯村) im Kreis Xia 夏县 ("Xiaxian") der chinesischen Provinz Shanxi. Sie wird auf die Zeit -1900 bis -1500 datiert und wurde 1974 ausgegraben. An Artefakten wurden wohnhöhlenartigen Gebäuden, Keramikbrennöfen, Grabstätten sowie Geräte aus Stein, Knochen, Ton und Bronze entdeckt. Der dort gefundene Klangstein (qing), der aufgehängt angeschlagen wurde, ist der früheste bis heute bekannte. Die ausgegrabenen Töpferwaren sind mit denen der Erlitou-Kultur aus West-Henan im Wesentlichen identisch, aber es gibt auch gewisse Unterschiede, deshalb wird sie der Dongxiafeng-Typ der Erlitou-Kultur genannt (Èrlǐtóu Wénhuà Dōngxiàféng lèixíng 二里头文化东下冯类). Ihre Entdeckung hat für die Erforschung der Erlitou-Kultur und der Xia-Kultur im südlichen Shanxi eine wichtige wissenschaftliche Bedeutung. 
Die Dongxiafeng-Stätte (Dongxiafeng yizhi 东下冯遗址) steht seit 2001 auf der Liste der Denkmäler der Volksrepublik China (5-9).